# Amorphophallus scaber
Amorphophallus scaber är en kallaväxtart som beskrevs av Serebryanyi och Wilbert Leonard Anna Hetterscheid. Amorphophallus scaber ingår i släktet Amorphophallus och familjen kallaväxter. Inga underarter finns listade.